# 銀魚屬
銀魚屬（學名：Salanx）是銀魚科的一個屬，其下生物分佈於中國、韓國、日本、越南。銀魚屬的魚體型都不大，最長一般不過16 cm（6.3英寸） 。

## 種
該屬有5個種：
- 有明銀魚 Salanx ariakensis Kishinouye, 1902
- 中國銀魚 Salanx chinensis (Osbeck, 1765)
- 居氏銀魚 Salanx cuvieri Valenciennes, 1850
- 前頜間銀魚 Salanx prognathus (Regan, 1908)
- 里氏白肌銀魚 Salanx reevesii (J. E. Gray, 1831)